# Paracampylaspis platycarpus
Paracampylaspis platycarpus är en kräftdjursart som beskrevs av Jones 1984. Paracampylaspis platycarpus ingår i släktet Paracampylaspis och familjen Nannastacidae. Inga underarter finns listade i Catalogue of Life.